# Cheping (sockenhuvudort i Kina, Hunan Sheng, lat 29,15, long 110,00)
Cheping är en sockenhuvudort i Kina. Den ligger i provinsen Hunan, i den södra delen av landet, omkring 310 kilometer väster om provinshuvudstaden Changsha. Antalet invånare är 10 121. Befolkningen består av 4 920 kvinnor och 5 201 män. Barn under 15 år utgör 24,0 %, vuxna 15-64 år 65 %, och äldre över 65 år 10,0 %.
Runt Cheping är det ganska tätbefolkat, med 116 invånare per kvadratkilometer. Närmaste större samhälle är Shidixi, 15,8 km sydost om Cheping. I omgivningarna runt Cheping växer huvudsakligen savannskog.
Genomsnittlig årsnederbörd är 1 738 millimeter. Den regnigaste månaden är september, med i genomsnitt 307 mm nederbörd, och den torraste är december, med 21 mm nederbörd.